# Kahlil Joseph (actor)
Kahlil Iohann Joseph, conocido artísticamente como Kahlil Joseph, es un actor de cine, de teatro, de televisión, voz en off, cantante, artista marcial y profesor de idiomas indio, nacido en Nueva Delhi. Actualmente reside en Los Ángeles, California, Estados Unidos, allí debutó como actor del cine de Hollywood. Su primer nombre se pronuncia como Kha-leel.

## Biografía
Nació en Nueva Delhi, India. Su madre, Mary Joseph, era profesora de inglés y literatura, y su padre, Joseph Kurie, era arquitecto, además de gerente general, médico de teatro y profesor de oratoria. Joseph viajó con frecuencia con sus padres a otros países, como Australia, Inglaterra, Estados Unidos, Canadá, Singapur y Malasia. Poco después de su primer cumpleaños, se mudó a Sídney, Australia, donde residió durante cinco años debido a la transferencia de negocios de la compañía de su padre.
Mientras vivía en Sídney, Joseph fue introducido al mundo del teatro a los cinco años por su padre. En una obra teatral interpretó a Noé en una producción de El arca de Noé. Esa experiencia despertó en él un profundo amor por la actuación. Desde muy joven, Joseph mostró un fuerte interés en entretener al público con diversos tipos de interpretaciones. Además, desde la infancia demostró tener un oído muy agudo para los sonidos, imitando constantemente a personas y todo lo que podía.
Joseph se sintió alentado constantemente a leer libros que fueron avanzados para su edad. Sus padres lo introdujeron a leer de varios autores, para construir sus intereses y conocimientos de otras culturas y personas.

## Carrera
En su natal India, después de cursar la universidad, Joseph fue contratado inmediatamente como Jean Valjean, en una producción del aclamado musical de "Broadway Les Misérables" en 1998, que resultó ser su mayor éxito en un teatro musical en Nueva Delhi. El entrenamiento para cantar en este show fue una experiencia enorme y de aprendizaje para él, ya que necesitaba cantar con un estilo completamente diferente de sus conciertos habituales, como la ópera clásica. Esto también mejoró su tono de voz notablemente. 
Su actuación hizo que fue observado por un director de casting, para una nueva serie dramática de televisión de un horario estelar llamada "Khwahish", y en 1999, se incorporó a otra serie como antagonista de un diseñador de moda de la serie “Ronaldo”. En agosto de 1999, dejó su país para trasladarse a los Estados Unidos.
Joseph siempre había querido trabajar como actor en los Estados Unidos. Así, a pesar del Bollywood en el horizonte, hizo su equipaje y se dirigió a la Universidad de Concordia en Athens, West, Virginia, como estudiante. En ese momento, quería aprender más sobre la industria de la actuación estadounidense y encontrar un trabajo en Hollywood y de la etapa estadounidense, mientras perseguía su segunda licenciatura, esta vez en Artes de la Comunicación (Teatro y Radiodifusión). Desde el momento en que inmigró a los Estados Unidos, Joseph logró romper constantemente los límites étnicos y raciales como actor, a través de su capacidad de rápido con múltiples acentos y las habilidades físicas de ser contratado en muchas producciones para interpretar sus personajes que no fueron originalmente escritas para un actor de nacionalidad india.

### Carrera como propfesor
Joseph también es profesor de teatro y televisión, ha trabajado como docente en las instituciones de estudios superiores como en la “UCLA School of Theater Film and Television from”, entre 2007 y 2008.

### Como artista marcial
Joseph es también un experto en diferentes estilos de artes marciales como el Muay Thai, Brazilian Jiu-Jitsu y Savate. También practica Jeet Kune Do, además es un fanático de las artes marciales mixtas.

## Cine y Televisión
| Año  | Título                    | Personaje              | Notas |
| ---- | ------------------------- | ---------------------- | ----- |
| 2010 | Eat Pray Love             | Voiceover Actor        |       |
| 2009 | Castle (TV series)        | The Bank Manager       |       |
| 2009 | Leverage                  | Avi/Donnie             |       |
| 2009 | La Línea                  | Omar                   |       |
| 2008 | Numb3rs                   | Cutty Nagim            |       |
| 2008 | Zoey 101                  | Roger at tech support  |       |
| 2007 | 24                        | The Middle Eastern Man |       |
| 2006 | Thanksgiving USA          | Peter Nazar            |       |
| 2006 | Days Of Our Lives         | Dr. Myers              |       |
| 2006 | Special Ops: Delta Force  | Ibrahim Shaalan        |       |
| 2005 | Untold Stories of the ER  | Resident Amer          |       |
| 2005 | Naked In Ashes            | Lead Narrator          |       |
| 2005 | Showbiz India Xtreme      | Himself                |       |
| 2005 | The Michael Jackson Trial | Martin Bashir          |       |
| 2005 | India Spiceland           | Maneesh                |       |
| 2003 | Far From India            | Talvin                 |       |
| 1999 | Khwahish (TV series)      | Ronaldo                |       |

|

## Selección de obras
| Año       | Título                                                 | Personaje                | Notas |
| --------- | ------------------------------------------------------ | ------------------------ | ----- |
| 2010–2011 | Legally Blonde (musical) 2nd U.S./Canada National Tour | Professor Callahan       |       |
| 2008      | Money Shot                                             | The C**t                 |       |
| 2007      | The Conex                                              | Mahmoud Bashir           |       |
| 2006      | I Gelosi                                               | Vincenzo, Duke of Mantua |       |
| 2005      | Vivekananda: The Lion Between Matter and Spirit        | Swami Vivekananda        |       |
| 2004      | The Road to Damascus                                   | Faruq Abdullah           |       |
| 2002      | Tecumseh!                                              | Blue Jacket; Wasegoboah  |       |
| 2001      | Tecumseh!                                              | Blue Jacket              |       |
| 2001      | A Midsummer Night's Dream                              | Theseus, Duke of Athens  |       |

|}